# 海辺のカイン
『海辺のカイン』（うみべのカイン）は樹村みのりによる日本の漫画作品。『月刊mimi』（講談社）にて、1980年6月号から1981年3月号まで連載された。

## あらすじ
浜辺の町に住むファッションデザイナーの佐野は、ある日公園で、蛇口から水を飲もうとしている女性、展子と出会う。気軽に彼女を自宅へ誘った佐野は、帰りぎわに展覧会のチケットを渡す。展覧会では人気のデザイナーに負い目を感じる佐野だが、展子は彼女のデザインが好きだという。帰り道、展子は女らしい服装ができない悩みについて打ち明ける。一人暮らし同士ゆえ、しばしば会うようになった二人はお互いの過去を話す。母に愛されていないという展子に佐野は「私が先に死んだら良いことがおきるよう念じる」といった。こうして悩みを打ち明けアドバイスをもらううち、展子は佐野に好意を抱くようになる。気持ちが徐々に晴れていった展子は、母の元に今まではけなかったスカートをはいて現れ、うしろめたい気持ちをすっきりさせる。そして佐野が展覧会で賞をとった祝いの席で、展子は佐野が好きだと打ち明ける。酔った二人はその晩、肌を重ねた。しかしそれは展子にとっては愛のためでも、佐野にとっては好奇心からだった。うろたえる佐野と展子の心はすれ違ったまま、展子は浜辺の町を去って行った。

## 登場人物
森 展子（もり のぶこ）
下宿先を探しに浜辺の町の海岸沿いに来た際、佐野と出会う。都心で深夜喫茶の歌手などのアルバイトをしているが、本人いわく子供時代が長引いてるだけ。ボーイッシュな彼女は母親とうまく行かなかったせいで女らしさに屈折した思いを抱いている。
佐野
展子と同じ町に住む女の子の服のデザイナー。両親を早くになくし、親戚の家で育つ。

## 書誌情報
海辺のカイン 講談社 全1巻 昭和56年 (1981年) ISBN 978-4061089693
樹村みのり作品集（少女編）海辺のカイン ヘルスワーク協会 (1998/12/20)ISBN 978-4938844080